# 관해
관해(管亥, ? ~ ?)는 중국 후한 말의 무장이다.

## 행적
191년, 북해국상 공융이 황건적을 토벌하고자 도창(都昌)에 둔치고 있었는데, 관해는 이를 포위해 궁지에 몰았다.
태사자(太史慈)는 당시 본향 북해에 돌아왔었는데, 어머니가 공융에게 입은 은혜를 갚기 위해 평원국상 유비(劉備)에게 원군을 청하러 가기 위해 며칠 동안 성 밖에서 활 쏘는 연습만 하다가, 황건적들의 허를 찔러 포위망을 뚫고 유비에게 가서 구원을 청했다. 유비가 기뻐하며 태사자와 정예 군사 3천과 같이 출동하자, 관해는 포위를 풀고 달아났다.

## 《삼국지연의》에서의 관해
북해로 쳐들어온 관해는 곡식 1만 석을 내놓으라고 협박했다. 그러나 공융이 거부하고 싸우려 하자 공융의 부장 종보(宗寶)를 죽이고 북해를 포위했다. 마침 단신으로 공융을 찾아온 태사자가 유비를 찾아가 구원군을 데리고 왔다. 관해는 관우(關羽)에게 덤벼들었으나 수십 합을 싸운 끝에 아슬아슬하게 죽임을 당했다.